# Cheng Kaijia
Cheng Kaijia (chinesisch 程開甲 / 程开甲, Pinyin Chéng Kāijiǎ; * 3. August 1918 in Wujiang; † 17. November 2018 in Peking), auch bekannt als Cheng Kai-jia oder Cheng Kai Jia, war ein chinesischer Nuklearphysiker und Ingenieur. Er war Pionier und eine Schlüsselfigur der chinesischen Nuklearwaffenentwicklung.

## Leben
Cheng wurde 1918 in Wujiang, Jiangsu geboren und schloss sein Studium an der Fakultät für Physik der Zhejiang-Universität 1941 ab. 1946 ging er nach Großbritannien, studierte an der Universität Edinburgh und erhielt dort 1948 seinen Ph.D.; Doktorvater war Max Born. Danach wurde er Forscher in England.
Cheng kehrte 1950 nach China zurück. Er wurde außerordentlicher Professor an der Zhejiang-Universität, dann an der Nanjing-Universität, wo er später zum Professor befördert wurde. 1959 veröffentlichte Cheng dann seine Arbeit „Studie über den Mechanismus der Supraleitung“, die erste Studie über Festkörperphysik in China.
Cheng war ein Pionier der chinesischen Nukleartechnik und spielte eine wichtige Rolle bei der Entwicklung der ersten chinesischen Atombombe. Er berechnete zum ersten Mal in China die innere Temperatur und den Druck für eine Atombombe. Seine Berechnungen gestalteten sich schwierig, da China zu dieser Zeit keine Computer und nur wenige Taschenrechner besaß. Er entwickelte auch einen Zündungsmechanismus für die innere Explosion und half bei dessen Konfiguration, wodurch er die Entwicklung der Bombe stark vorantreiben konnte. Cheng gründete außerdem ein Nuklearforschungsinstitut und war der Chefdirektor dutzender Nuklearwaffentests.
Cheng war gewähltes Mitglied der chinesischen Akademie der Wissenschaft, ebenso ständiges Mitglied des Wissenschafts- und Technologieausschusses der nationalen chinesischen „Nuclear Industry Corporation“. Er war Vizepräsident und Stellvertretender Chefdirektor des Nuklearwaffenforschungsinstituts der Volksrepublik China. Er war Berater des früheren Wissenschafts- und Technologieausschusses, der Kommission für Wissenschaft, Technologie und Industrie für nationalen Verteidigung.